# Soția astronautului
Soția astronautului (titlu original: The Astronaut's Wife) este un film american SF thriller din 1999 regizat de Rand Ravich. Rolurile principale au fost interpretate de actorii Johnny Depp și Charlize Theron.

## Prezentare
Spencer Armacost (Johnny Depp) este un astronaut care pierde contactul cu Pământul timp de două minute. Acesta își pierde cunoștința. În cele din urmă, Spencer este salvat și se întoarce pe Pămân mai mult mort decât viu. Ajuns acasă, prietenii săi îl consideră neschimbat. Dar pentru soția sa Jillian (Charlize Theron) acesta pare a fi un alt om.  Ea rămâne însărcinată, în timp ce Spencer anunță că va renunța pentru o perioadă la zborul în spațiul cosmic pentru a fi o alături de soția sa.  Jullian este din ce în ce mai derutată deoarece Spencer  i se pare a fi total schimbat, iar copilul cu care este însărcinată îl consideră o ființă extraterestră. Julian e convinsă ca acesta este Răul...

## Distribuție
- Johnny Depp - Commander Spencer Armacost
- Charlize Theron - Jillian Armacost
- Joe Morton - Sherman Reese, NASA Representative
- Clea DuVall - Nan
- Donna Murphy - Natalie Streck
- Nick Cassavetes - Capt. Alex Streck
- Samantha Eggar - Dr. Patraba
- Gary Grubbs - NASA Director
- Blair Brown - Shelly McLaren
- Tom Noonan - Jackson McLaren
- Tom O'Brien -  Allen Dodge
- Lucy Lin - Shelly Carter
- Michael Crider - Pat Elliott
- Edward Kerr - Pilot